# Arzl im Pitztal
Arzl im Pitztal – gmina w zachodniej Austrii, w kraju związkowym Tyrol, w powiecie Imst. Według Austriackiego Urzędu Statystycznego liczyła 3038 mieszkańców (1 stycznia 2015).